# Огоште
Огоште (алб. Oggoste) је насеље у општини Косовска Каменица на Косову и Метохији. Атар насеља се налази на територији катастарске општине Огоште површине 1.547 ha. Село Огоште се налази недалеко од Косовске Каменице. Први сачувани писани помен о Огошту је из 1395. године, у повељи српске кнегиње Милице манастиру Св. Пантелејмона на Светој гори. По турском попису, село је 1445. године било опустело. Од 1750. године у Огоште су почели да се досељавају Албанци. У селу се налазе остаци старе српске цркве посвећене Богородици и српско гробље.

## Демографија
Насеље има албанску етничку већину.
Број становника на пописима:
- попис становништва 1948. године: 1.620
- попис становништва 1953. године: 1.675
- попис становништва 1961. године: 1.944
- попис становништва 1971. године: 2.041
- попис становништва 1981. године: 2.148
- попис становништва 1991. године: 2.173